# 다현 (2005년)
다현(2005년 4월 29일 ~ )은 대한민국의 가수로 걸그룹 로켓펀치의 멤버이다.